# Kopčany
Kopčany je naseljeno mjesto u okrugu Skalica u Trnavskom kraju u Slovačkoj.

## Stanovništvo
| Godina:     | 1993. | 2003.   | 2013. | 2023.   |
| ----------- | ----- | ------- | ----- | ------- |
| Broj ljudi: | 2424  | 2572    | 2572  | 2567    |
| Razlika:    |       | +6,10 % | +0 %  | -0,19 % |

| Godina:     | 2022. | 2023.   |
| ----------- | ----- | ------- |
| Broj ljudi: | 2550  | 2567    |
| Razlika:    |       | +0,66 % |

Prema podacima o broju stanovnika iz 2023. godine naselje je imalo 2567 stanovnika.

## Vanjske poveznice
|  | Zajednički poslužitelj ima još gradiva o temi Kopčany |

- Službena stranica naselja (sl.)